# Brochant (métro de Paris)
Pour les articles homonymes, voir Brochant.
Brochant est une station de la ligne 13 du métro de Paris, située dans le 17e arrondissement de Paris, à la limite des quartiers des Épinettes et des Batignolles.

## Situation
La station est implantée au sud-ouest du quartier des Épinettes, non loin de ses limites avec le quartier des Batignolles. Elle se trouve sous l'avenue de Clichy, au nord-ouest du débouché de la rue Brochant. Orientée selon un axe nord-ouest/sud-est et localisée sur la branche vers Les Courtilles, elle s'intercale entre les stations Porte de Clichy et La Fourche, cette dernière marquant l'amorce du tronc commun de la ligne. En direction de la banlieue, les voies se séparent dans deux tunnels distincts dès la sortie de la station, et ne se rejoignent qu'entre Porte de Clichy et Mairie de Clichy.

## Histoire
La station est ouverte le 20 janvier 1912 avec la mise en service de la branche nord-ouest de la ligne B de la Société du chemin de fer électrique souterrain Nord-Sud de Paris (dite Nord-Sud), qui se débranche à la station La Fourche vers Porte de Clichy. Sa desserte est alors assurée par une circulation sur deux, en provenance et à destination de Saint-Lazare (le restant des trains étant dirigés sur l'autre antenne de la ligne, qui a pour origine et terminus la station Porte de Saint-Ouen).
Elle doit sa dénomination à sa proximité avec la rue Brochant, laquelle rend hommage au géologue et minéralogiste français André Brochant de Villiers (1772-1840), directeur de la manufacture de Saint-Gobain et membre de l’Académie des sciences.
Le 27 mars 1931, la ligne B devient l'actuelle ligne 13 du métro à la suite de l'absorption de la société du Nord-Sud le 1er janvier 1930 par sa concurrente, la Compagnie du chemin de fer métropolitain de Paris (dite CMP), qui gère la concession de l'essentiel des autres lignes du réseau.
À partir du 30 juin 1952, l'extension de la branche nord-est depuis son terminus originel de Porte de Saint-Ouen jusqu'à Carrefour Pleyel provoque un important déséquilibre de trafic en faveur de celle-ci dès l'hiver suivant, atteignant jusqu'à 70 % aux heures de pointe. Située sur l'autre antenne de la ligne, la station Brochant n'est donc plus desservie que par une rame sur trois.
Dans les années 1960, les piédroits sur les quais sont revêtus d'un carrossage métallique avec montants horizontaux verts et cadres publicitaires dorés éclairés. Cet aménagement, alors largement utilisé sur le réseau en tant que moyen de rénover les stations rapidement et à moindre coût, est par la suite complété de sièges de style « Motte » verts assortis à la couleur des lambris.
La desserte de la station est de nouveau assurée par un train sur deux depuis la mise en service du prolongement de la branche de Porte de Clichy jusqu'à Gabriel Péri - Asnières - Gennevilliers (aujourd'hui Gabriel Péri) le 3 mai 1980, dont les flux de voyageurs supplémentaires permettent de rééquilibrer la charge entre les deux antennes de la ligne.
Dans le cadre du programme « Renouveau du métro » de la RATP, les couloirs de la station sont rénovés le 19 avril 2002, puis c'est au tour des quais de faire l'objet du même traitement entre 2008 et 2009, ce qui entraîne le retrait définitif du carrossage publicitaire des piédroits (faisant provisoirement réapparaître d'anciennes affiches et plans du métro antérieurs aux années 1960) au profit d'une restitution à l'identique de la décoration « Nord-Sud » d'origine.

## Services aux voyageurs

### Accès
La station dispose de deux accès débouchant de part et d'autre de l'extrémité de la rue Brochant, tous deux constitués d'un escalier fixe orné d'une balustrade en céramique et en fer forgé dans le style caractéristique de l'ancien réseau Nord-Sud :
- l'accès no 1 « Rue Brochant - Marché des Batignolles » se trouvant au droit du no 32 de la rue précitée d'une part et du no 127 de l'avenue de Clichy d'autre part ;
- l'accès no 2 « Avenue de Clichy » se situant face au no 47 de la rue Brochant d'une part et au no 129 de l'avenue de Clichy d'autre part.

Accès à la station
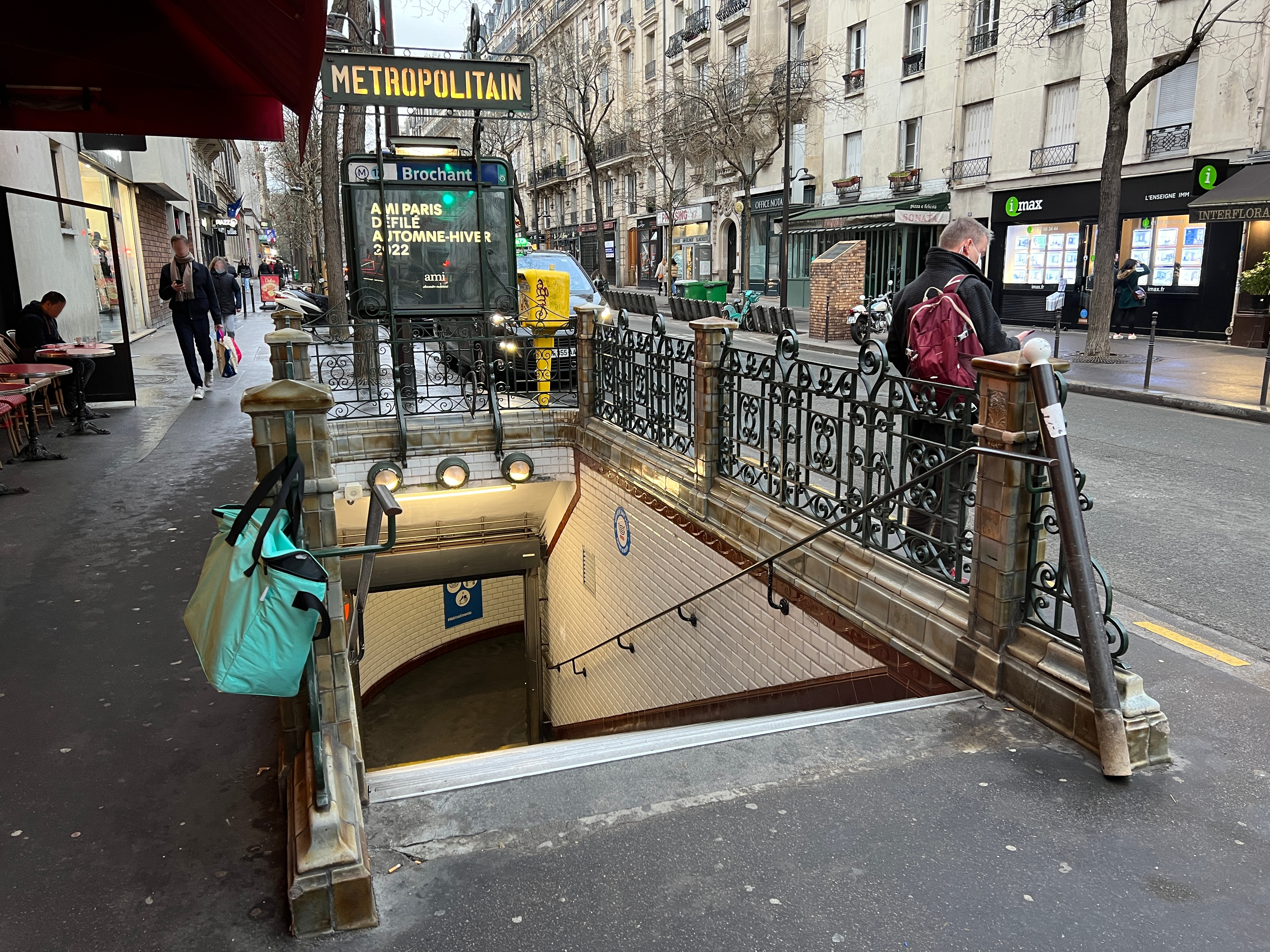
Accès no 1 « Rue Brochant ».
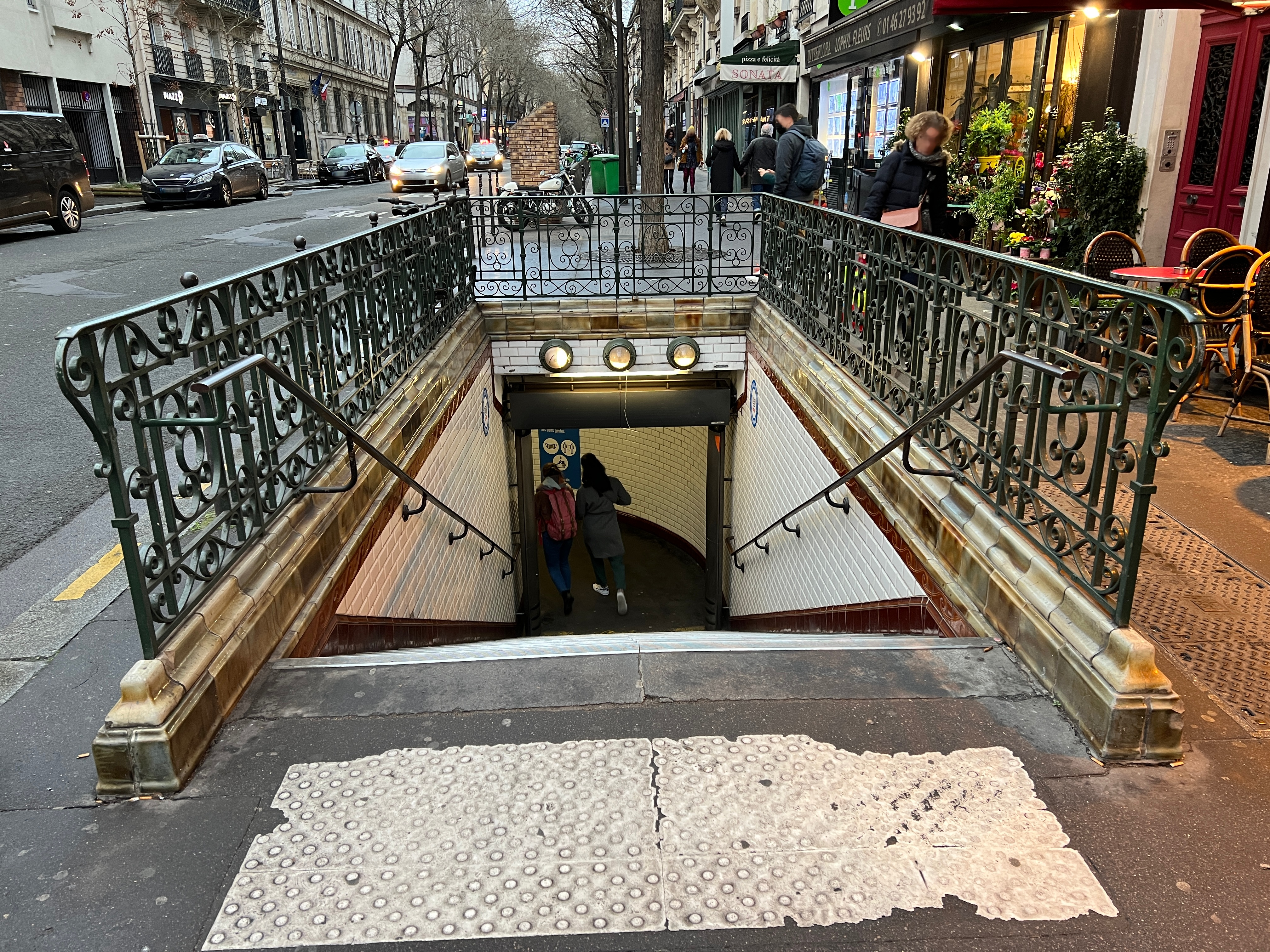
Accès no 2 « Avenue de Clichy ».

### Quais
Brochant est une station de configuration standard pour le métro de Paris : elle possède deux quais, d'une longueur conventionnelle de 75 mètres, séparés par les voies du métro situées au centre et la voûte est semi-elliptique, forme spécifique aux anciennes stations du réseau Nord-Sud dont la partie inférieure des piédroits était verticale et non courbée.
La décoration en céramique reprend le style caractéristique de cette compagnie, de couleur marron comme il en est d'usage dans les stations sans correspondance, selon les codes graphiques de l'ancien Nord-Sud. Cette teinte s'applique aux cadres publicitaires et aux entourages du nom de la station avec motifs végétaux et lettres « NS » entrelacées, ainsi qu'aux dessins géométriques sur les piédroits et la voûte. Le nom de la station est inscrit en faïence blanche sur fond bleu, de petite taille au-dessus des cadres publicitaires et de très grande taille entre ces cadres, tandis que les anciennes directions de la ligne (Porte de Clichy au nord et Saint-Lazare au sud) sont incorporées dans la faïence sur les tympans. Ces ornements sont mariés avec les carreaux en céramique blancs biseautés, lesquels recouvrent les piédroits, la voûte ainsi que les tympans. L'éclairage est assuré par deux bandeaux-tubes suspendus et les sièges, disposés au droit des faïences nominatives de grand format, sont de style « Akiko » de couleur bordeaux.

Quais de la station
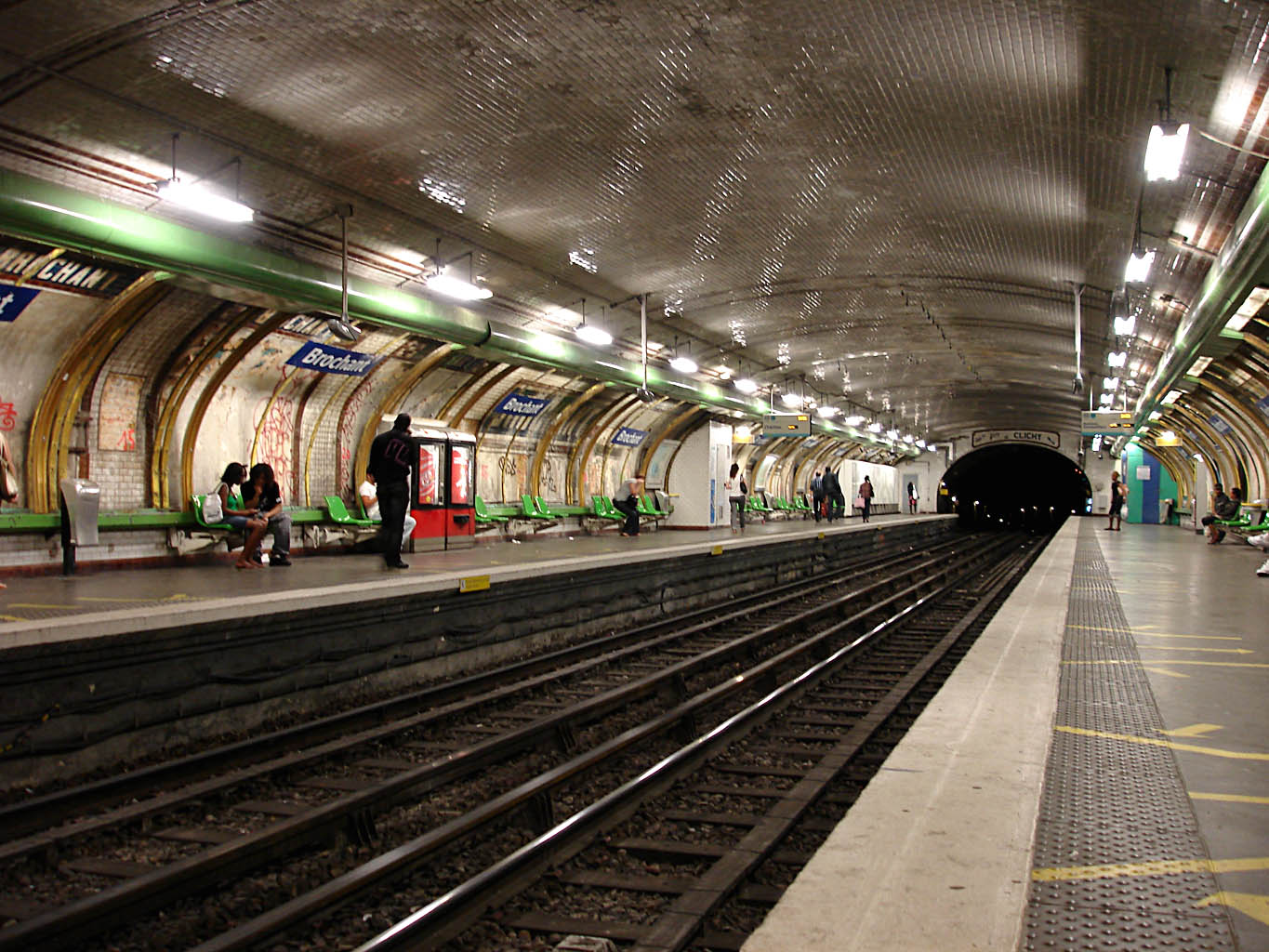
Les quais de la station en cours de décarrossage, en 2008.
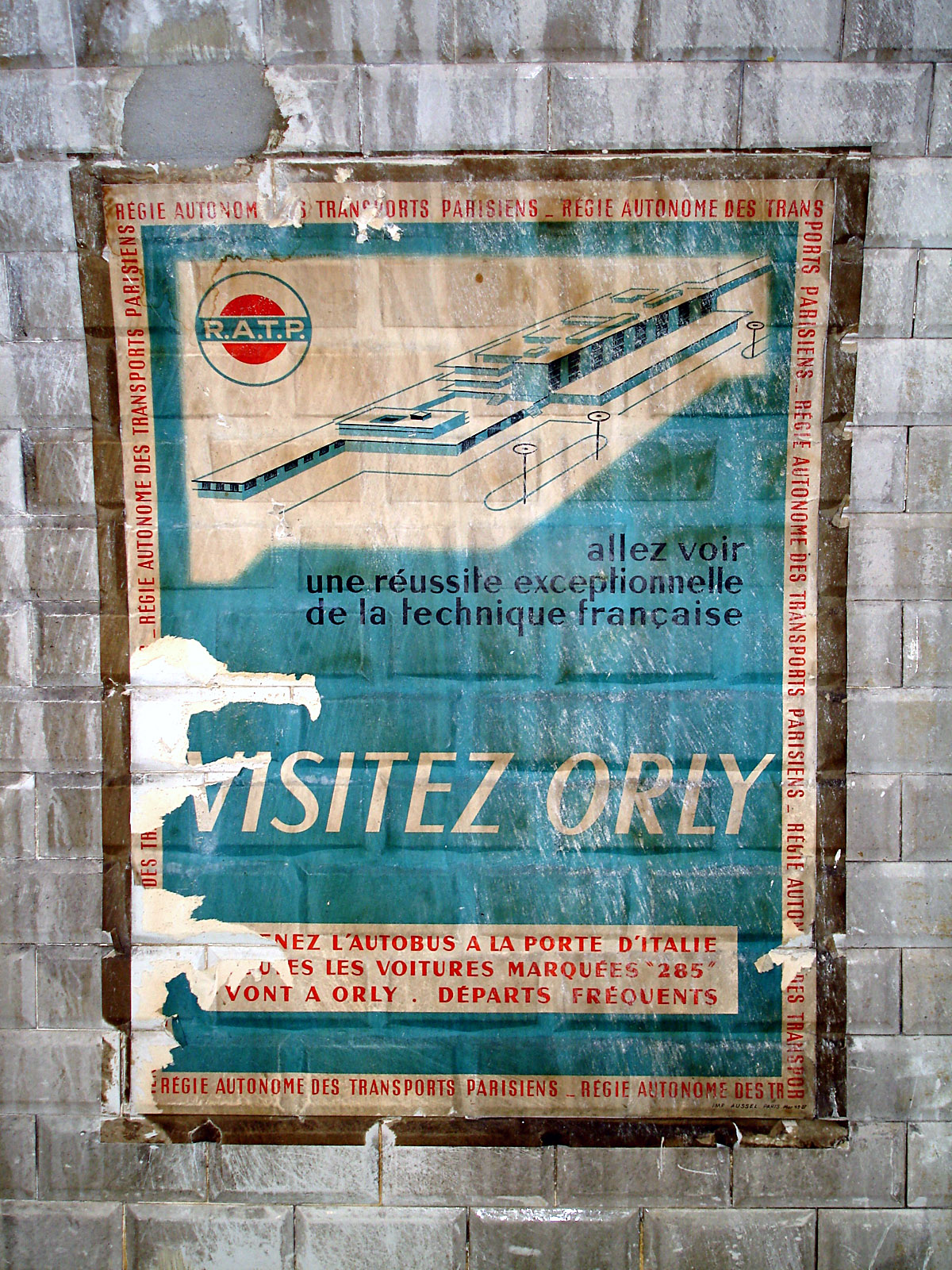
Ancienne affiche derrière le carrossage.
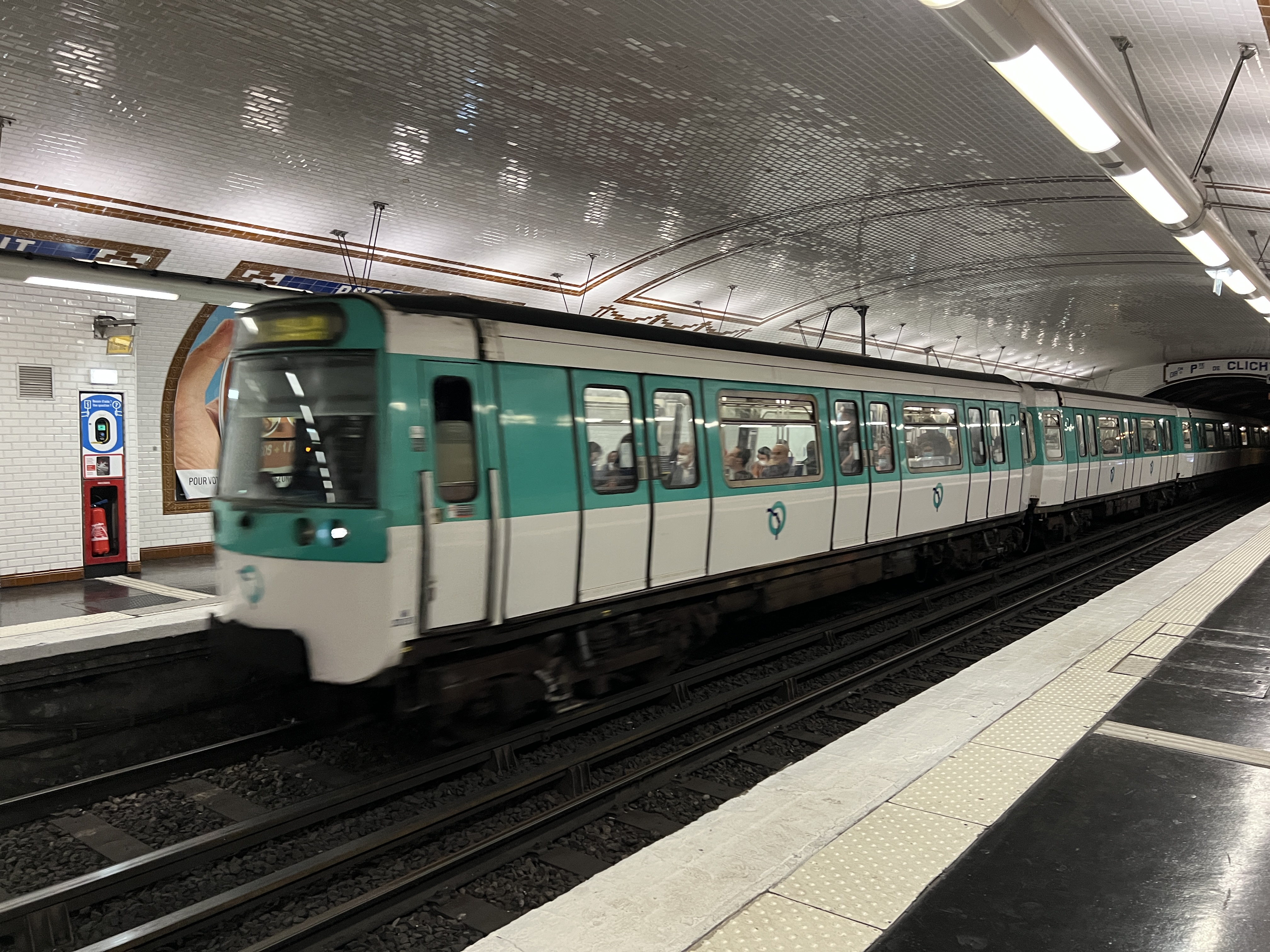
Rame MF 77 rénovée entrant en station, en direction de Châtillon - Montrouge.
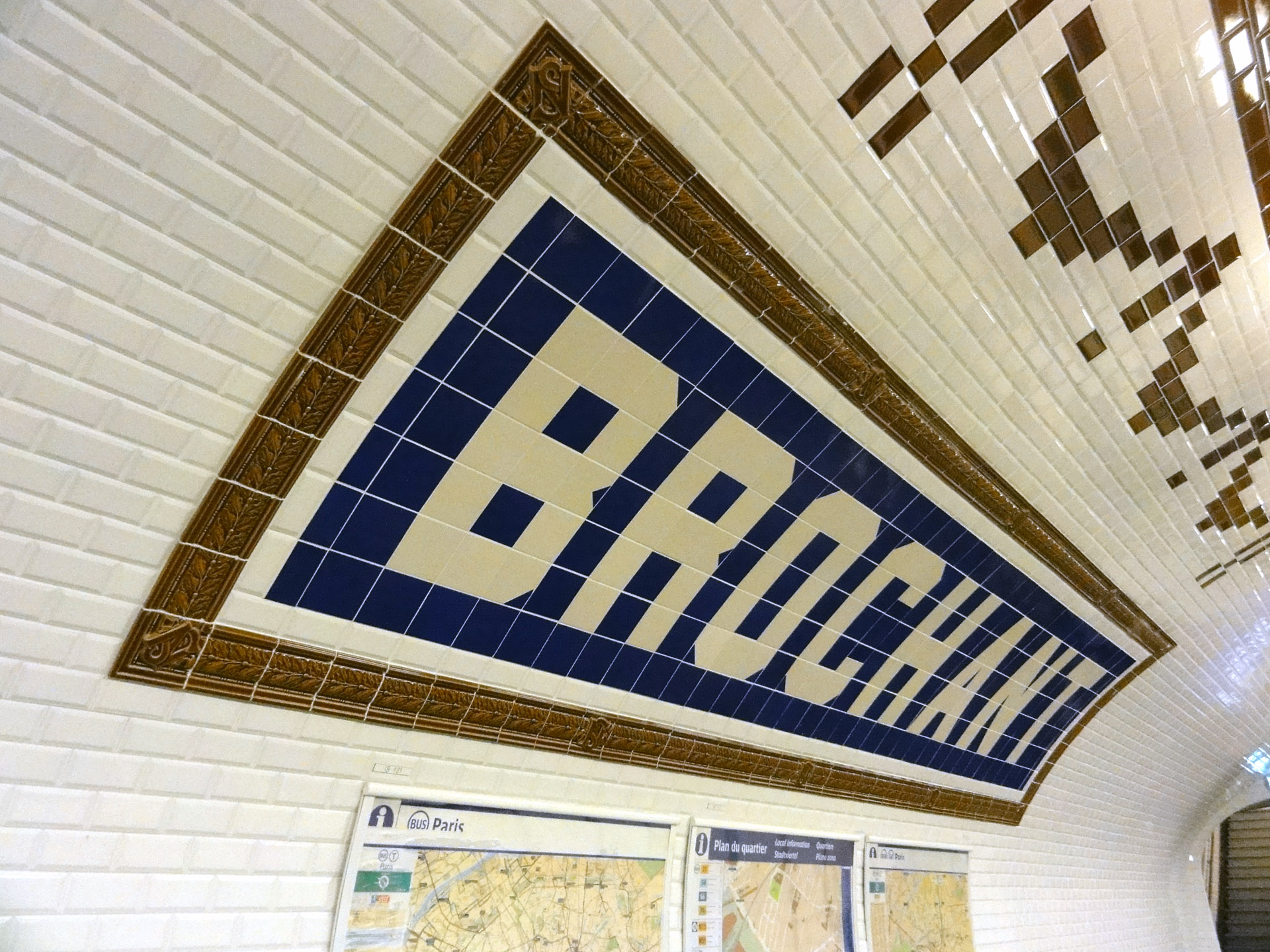
Céramique murale incorporant le nom de la station.

### Intermodalité
La station est desservie par les lignes 31, 54, 66, 74, 163 et 518 (Traverse Batignolles-Bichat) du réseau de bus RATP et, la nuit, par les lignes N15 et N51 du réseau Noctilien.

## Fréquentation
Nombre de voyageurs entrés à cette  station :
| Année                      | 2013      | 2014      | 2015      | 2016      | 2017      | 2018      | 2019      | 2020      | 2021      |
| -------------------------- | --------- | --------- | --------- | --------- | --------- | --------- | --------- | --------- | --------- |
| Nombre de voyageurs par an | 3 492 868 | 3 471 022 | 3 434 660 | 3 383 369 | 3 417 248 | 3 418 061 | 2 984 525 | 1 227 003 | 1 543 298 |
| Rang                       | 150e      | 152e      | 154e      | 155e      | 157e      | 160e      | 176e      | 208e      | 229e      |
| Nombre de stations         | 302       | 302       | 302       | 302       | 302       | 302       | 302       | 304       | 304       |

### À proximité
- Cité des Fleurs
- Église Saint-Joseph-des-Épinettes
- Parc Martin-Luther-King